# باتي كلير
باتي كلير (بالإنجليزية: Patti Clare)‏ هي ممثلة بريطانية، ولدت في 21 سبتمبر 1958 في مانشستر في المملكة المتحدة.

## وصلات خارجية
- باتي كلير على موقع IMDb (الإنجليزية)
- باتي كلير على موقع قاعدة بيانات الفيلم (الإنجليزية)